# Here (canção)
"Here" é uma canção da artista musical canadense Alessia Cara, sendo o primeiro single de sua carreira e de seu EP Four Pink Walls (2015), e seu álbum de estreia Know-It-All (2015). A canção foi lançada em 30 de abril de 2015. De acordo com a artista, a canção é sobre todos que secretamente odeiam festas. "Here" lentamente ganhou popularidade, e logo se tornou a sua primeira canção a entrar na Billboard Hot 100, estreando na 95ª posição na semana de 22 de agosto de 2015, mais tarde, tornando-se seu primeiro single top 5 na tabela. Enquanto isso, "Here" alcançou o top 40 na Austrália, no Canadá, na Holanda, na Nova Zelândia e no Reino Unido.

## Composição
"Here" contém amostras de "Glory Box", um single do grupo musical britânico Portishead, do álbum Dummy, lançado em 1994. Também apresenta amostras da canção "Ike's Rap II", de Isaac Hayes, do álbum Black Moses, que também contém amostras da linha de baixo de "Daydream", canção do grupo musical Wallace Collection. A melodia principal da música contém amostras da série The Adventures of Robinson Crusoe (1960).

## Recepção da crítica
Rolling Stone classificou "Here" na 21ª posição na sua lista de fim de ano das 50 melhores músicas de 2015. Billboard classificou "Here" na sexta posição me sua lista de fim de ano: "Se 'Royals' de Lorde foi um grito de guerra para os que se sentiram isolados pela muralha do materialismo na cultura pop, em seguida, Alessia Cara com 'Here' é o hino para aqueles alimentados com a abundância de canções pop sobre festas e beber. Graças à cantora de R&B na adolescência, um introvertido finalmente está se tornando legal novamente". Village Voice elegeu "Here" como o 18º melhor single lançado em 2015 na enquete anual dos seus críticos de fim de ano, o Pazz & Jop; nela, a canção é comparada com "Depreston", de Courtney Barnett.

## Vídeo musical
Um lyric video oficial da canção foi lançado em sua página no YouTube em 7 de maio de 2015. O vídeo oficial foi dirigido por Aaron A e foi liberado em sua página no YouTube em 26 de maio de 2015. O vídeo usa a inspiração de como Cara escreveu a música por tê-la em uma festa e dela ser a única a mover-se quando o evento está congelado no tempo, enquanto ela está ao lado de uma multidão de mulheres e homens que bebem cerveja e conversam entre si.

## Apresentações ao vivo
Em 29 de julho de 2015, Cara fez sua estréia na televisão americana no The Tonight Show with Jimmy Fallon apresentando "Here", com a banda The Roots, após o apresentador Jimmy Fallon descobrir a música pela internet. Em 31 de outubro de 2015, Cara se juntou a Taylor Swift no palco da The 1989 World Tour como uma convidada surpresa em Tampa, na Flórida, cantando um dueto de "Here" para o último show da fase norte-americana da turnê de Swift.

## Charts
| Chart (2015–16)                                   | Posição |
| ------------------------------------------------- | ------- |
| Austrália (ARIA)                                  | 12      |
| Áustria (Ö3 Austria Top 75)                       | 63      |
| Bélgica (Ultratip Bubbling Under de Flandres)     | 4       |
| Bélgica (Ultratop 50 da Valônia)                  | 34      |
| Canadá (Canadian Hot 100)                         | 19      |
| Canadá (Billboard AC)                             | 35      |
| Canadá (Billboard CHR/Top 40)                     | 6       |
| Canadá (Billboard Hot AC)                         | 30      |
| Canadá (Billboard Rock)                           | 46      |
| República Checa (Rádio Top 100)                   | 46      |
| República Checa (Singles Digitál Top 100)         | 21      |
| França (SNEP)                                     | 21      |
| O campo songid é OBRIGATÓRIO PARA PARADA ALEMÃ    | 59      |
| Irlanda (IRMA)                                    | 71      |
| Países Baixos (Single Top 100)                    | 26      |
| Países Baixos (Dutch Top 40)                      | 28      |
| Nova Zelândia (Recorded Music NZ)                 | 15      |
| Eslováquia (Rádio Top 100)                        | 66      |
| Eslováquia (Singles Digitál Top 100)              | 24      |
| Suécia (Sverigetopplistan)                        | 62      |
| Suíça (Schweizer Hitparade)                       | 44      |
| Reino Unido (UK Singles Chart)                    | 28      |
| Estados Unidos (Billboard Hot 100)                | 5       |
| Estados Unidos (Billboard Adult Top 40)           | 16      |
| Estados Unidos (Billboard Adult R&B Songs)        | 22      |
| Estados Unidos (Billboard Dance/Mix Show Airplay) | 3       |
| Estados Unidos (Billboard Hot Latin Airplay)      | 30      |
| Estados Unidos (Billboard Latin Pop Airplay)      | 18      |
| Estados Unidos (Billboard Mainstream Top 40)      | 1       |
| Estados Unidos (Billboard R&B/Hip-Hop Songs)      | 1       |
| Estados Unidos (Billboard Rhythmic)               | 1       |

| Chart (2015)              | Posição |
| ------------------------- | ------- |
| Canada (Canadian Hot 100) | 60      |
| US Billboard Hot 100      | 94      |

| Chart (2016)                     | Posição |
| -------------------------------- | ------- |
| Canada (Canadian Hot 100)        | 79      |
| US Billboard Hot 100             | 39      |
| US Adult Top 40 (Billboard)      | 43      |
| US Mainstream Top 40 (Billboard) | 25      |

## Certificações
| Canadá (Music Canada)                                                                | 2× Platina | 40,000^    |
| Nova Zelândia (RMNZ)                                                                 | 2× Platina | 30,000*    |
| Estados Unidos (RIAA)                                                                | 5× Platina | 5,000,000* |
| *número de vendas baseado na certificação ^shipments com base apenas na certificação |            |            |